# مدیر اطلاعات ملی
اداره‌کننده اطلاعات ملی (به انگلیسی: Director of National Intelligence) از مقامات دولت ایالات متحده آمریکا است که تحت اقتدار، هدایت و کنترل رئیس‌جمهور ایالات متحده آمریکا کار می‌کند و بر پایه لایحه اصلاح اطلاعاتی و پیشگیری از تروریسم ۲۰۰۴ ملزم است:
1. به عنوان مشاور اصلی رئیس‌جمهور ایالات متحده آمریکا، شورای امنیت ملی ایالات متحده آمریکا در خصوص مسایل اطلاعاتی و امنیت ملی فعالیت کند.
2. به عنوان رئیس جامعه اطلاعاتی ایالات متحده آمریکا که دارای شانزده عضو است عمل کند.
3. برنامه ملی اطلاعات را اداره و بر آن نظارت کند.

## اداره کنندگان دفاع ملی
| شماره. | اداره کننده | اداره کننده                                                  | دوره تصدی                        | در دورهٔ رئیس‌جمهور          |
| ------ | ----------- | ------------------------------------------------------------ | -------------------------------- | -------------------------- |
| ۱      |             | جان نگروپونتی                                                | ۲۱، ۲۰۰۵ – ۱۳ فوریه، ۲۰۰۷        | جرج دبلیو بوش              |
| ۲      |             | جان مایکل مکانل، نیروی دریایی ایالات متحده آمریکا (بازنشسته) | فوریه ۱۳، ۲۰۰۷ – ژانویه ۲۷، ۲۰۰۹ | جرج دبلیو بوش باراک اوباما |
| ۳      |             | دنیس بلر، نیروی دریایی ایالات متحده آمریکا (بازنشسته)        | ۲۹ ژانویه ۲۰۰۹ –۲۸ مه ۲۰۱۰       | باراک اوباما               |
|        |             | دیوید گمپرت (سرپرست)                                         | ۲۸ مه ۲۰۱۰ – ۵ اوت ۲۰۱۰          | باراک اوباما               |
| ۴      |             | جیمز کلپر                                                    | ۵ اوت ۲۰۱۰–۲۰ ژانویه ۲۰۱۷        | باراک اوباما               |
| –      |             | مایک دمپسی (سرپرست)                                          | ۲۰ ژانویه ۲۰۱۷–۱۶ مارس ۲۰۱۷      | دونالد ترامپ               |
| ۵      |             | دن کوتس                                                      | ۱۶ مارس ۲۰۱۷–۱۶ اوت ۲۰۱۹         | دونالد ترامپ               |
| –      |             | Joseph Maguire (سرپرست)                                      | ۱۶ اوت ۲۰۱۹–۲۰ فوریه ۲۰۲۰        | دونالد ترامپ               |
| –      |             | ریچارد گرینل (سرپرست)                                        | ۲۰ فوریه ۲۰۲۰–۲۶ مه ۲۰۲۰         | دونالد ترامپ               |
| ۶      |             | جان رتکلیف                                                   | ۲۶ مه ۲۰۲۰ - ۲۰ ژانویه ۲۰۲۰      | دونالد ترامپ               |
| ۷      |             | ایوریل هینز                                                  | ۲۱ ژانویه ۲۰۲۱ - ۲۰ ژانویه ۲۰۲۵  | جو بایدن                   |
| ۸      |             | تولسی گبرد                                                   | ۱۲ فوریه ۲۰۲۵ - اکنون            | دونالد ترامپ               |